# Kill
kill — Юнікс-утиліта, що посилає процесу сигнал. Може бути реалізована як вбудована команда оболонки.

## Синтаксис
- kill [ -s сигнал | -p ] [ -a ] pid …
- kill -l [ сигнал ]

## Опис
kill посилає вказаний сигнал вказаному процесу. Якщо не вказано жодного сигналу, посилається сигнал TERM. Сигнал TERM завершить ті процеси, які не обробляють його надходження. Для деяких процесів може бути потрібним послати сигнал 9, оскільки цей сигнал не можна перехопити.

## Параметри
pid
Вказати список ідентифікаторів процесів, для яких команда kill повинна надіслати сигнал. Кожен аргумент pid повинен бути номером процесу або його ім'ям.
-s
Вказати посланий сигнал. Сигнал повинен бути вказаний по імені або по номеру.
-p
Вказує, що команда kill повинна вивести ідентифікатори (pid) іменованих процесів, але не посилати їм сигнал.
-l
Виводить список імен сигналів. Ці імена можна подивитися також у файлі /usr/include/linux/signal.h